# Emile Thollembeek
Emile Thollembeek, né le 31 janvier 1895 à Denderwindeke et mort le 7 juin 1969 à Gand, est un coureur cycliste belge .

## Biographie
En 1923, il remporte le Grand Prix de l'Escaut, course sur route, après quoi il se tourne vers le demi-fond et les courses de six jours . En 1932, il devient champion de Belgique de demi-fond, et monte plusieurs fois sur le podium. Sur les 16 courses de six jours auxquelles il a participe, il remporte celle de Gand en 1926, avec César Debaets.
Après sa carrière sportive, Thollembeek dirige un atelier de réparation automobile et deux garages à Bruxelles.

## Palmarès
- 1922
  - 2e de Arlon-Ostende

- 1923
  - Grand Prix de l'Escaut
  - Derby des routiers au vélodrome d'hiver de Bruxelles[5]

- 1925
  - 3e des Six Jours de Gand avec Lucien Buysse
  - 3e des Six Jours de Berlin avec César Debaets

- 1926
  - Six Jours de Gand avec César Debaets[6]
  - 2e Six Jours de Bruxelles avec Aloïs De Graeve[7]

- 1927
  - 2e des Six Jours de Berlin avec Paul Buschenhagen[8]
  - 2e des Six Jours de Berlin avec Oskar Tietz[9],[10]
  - 3e des Six Jours de Dortmund avec Pierre Rielens[11]

- 1928
  - Grand Prix de Rome de demi-fond

- 1931
  - Critérium d'hiver de demi-fond à Bruxelles[12]
  - 2e des Six Jours de Berlin (avec Oskar Tietz)

- 1932
  -  Champion de Belgique de demi-fond